# Västertjärnen (Gåxsjö socken, Jämtland, 707530-146341)
Västertjärnen är en sjö i Strömsunds kommun i Jämtland och ingår i Indalsälvens huvudavrinningsområde.